# Piplök

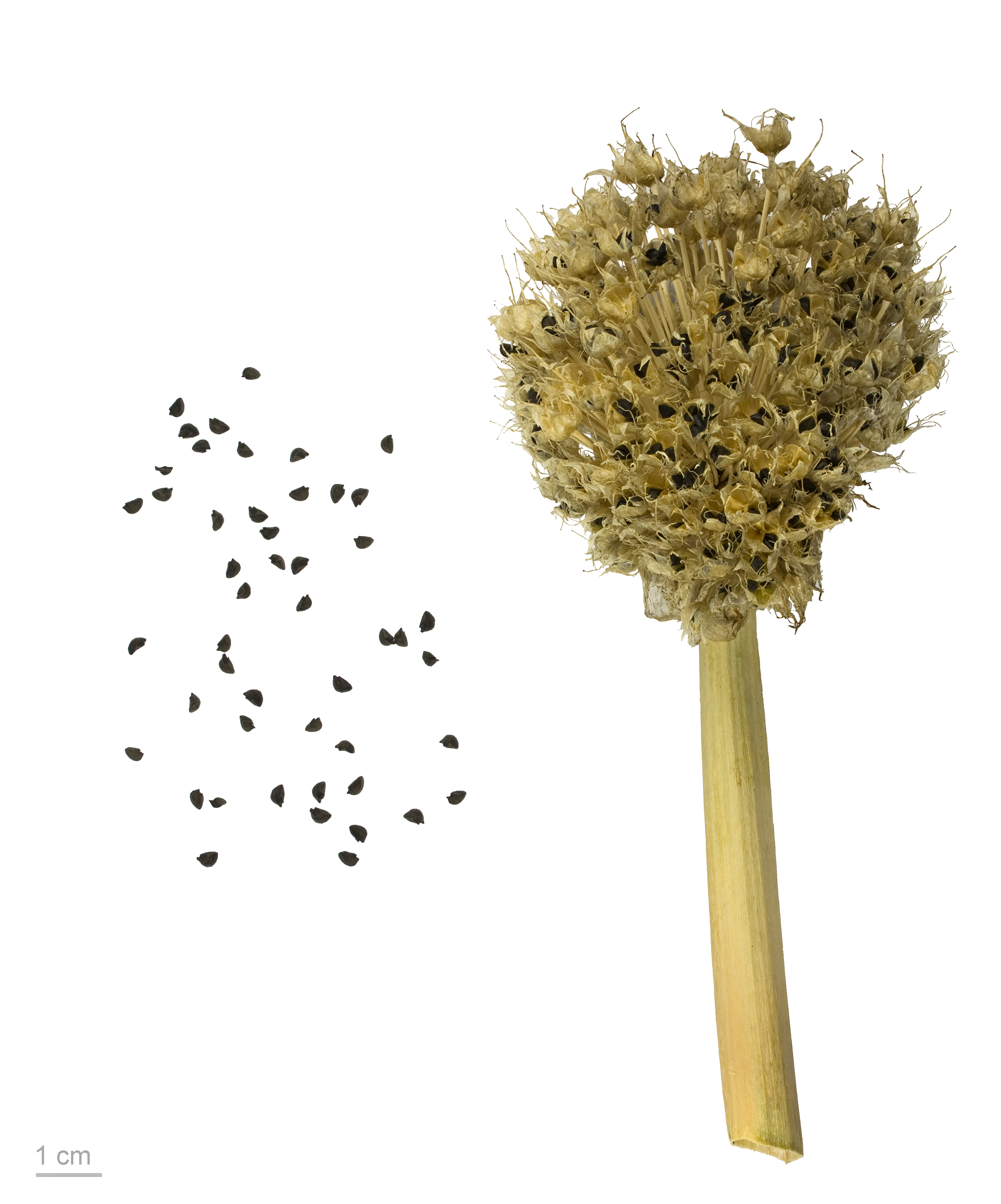
Allium fistulosum

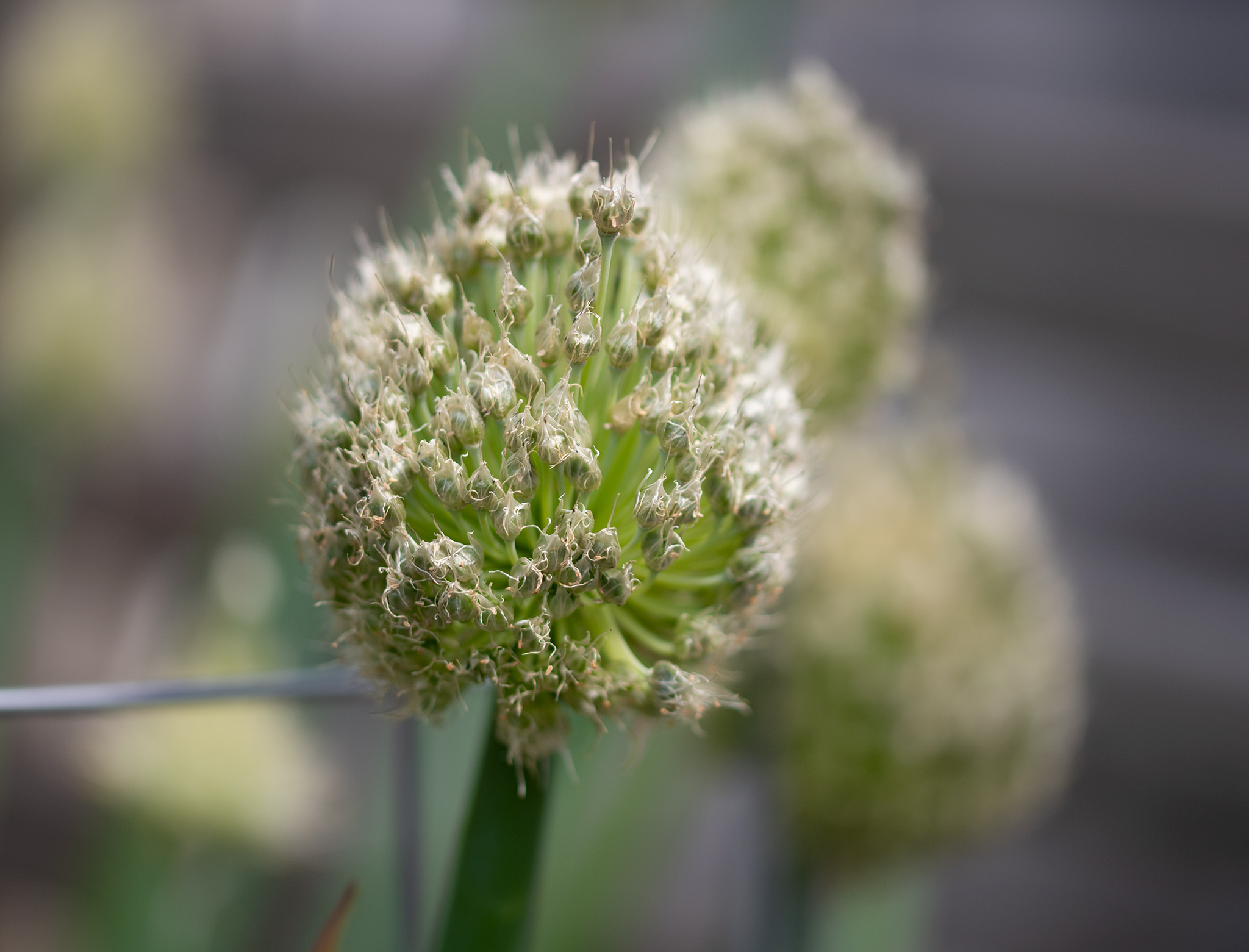

Piplök (Allium fistulosum) är en dekorativ amaryllisväxt som ser ut lite som en stor gräslök. Man använder piplök ungefär som gräslök eller purjolök. Arten är perenn och tuvbildande. Blommorna är vita och de kommer normalt först andra året.
Piplöken har kraftiga ihåliga stjälkar som växer i en tät tuva. Längst upp på stjälkarna sitter en rund blomboll som senare utvecklas till små lökknippen. Växten blir omkring 40 centimeter hög. Det finns några varieteter och ett antal namnsorter av piplök i handeln.
Piplöken kommer troligen ursprungligen från centrala eller östra Asien, men härkomsten är egentligen okänd.
Ibland kallas piplök för vinterlök eller salladslök, men det finns flera lökarter som kallas för detta, och då avser man mera lökens funktion än art.
En hybrid med matlök (A. cepa) är luftlöken (A. ×proliferum).

## Synonymer
- Allium bouddhae  Debeaux
- Allium fistulosum  L.
- Allium fistulosum var. caespitosum  Makino
- Allium fistulosum f. viviparum (Makino) Hiroe
- Allium fistulosum subsp. viviparum (Makino) Kazakova
- Allium fistulosum var. viviparum  Makino
- Allium sapidissimum  Hedw.
- Cepa fissilis  Garsault
- Cepa fistulosa  (L.) S.F.Gray
- Cepa ventricosa  Moench
- Kepa fistulosa  (L.) Rafinesque
- Phyllodolon fistulosum  (L.) Salisbury
- Porrum fistulosum  (L.) Schur